# Simon Puech
Simon Puech, né le 19 juin 1996, est un vidéaste web français. Il est connu pour ses vidéos de vulgarisation traitant de sujets variés.
Il réalise des vidéos sur des sujets variés comme la géopolitique, la société ou le futur. Sur certaines de ses vidéos, il collabore avec le journaliste indépendant Vincent Bresson.

## Biographie

### Jeunesse
Simon Puech naît le 19 juin 1996 à Bordeaux en France.

### Carrière sur internet
Il crée sa chaîne YouTube en 2016. Il développe sa chaîne sur son temps libre alors qu'il est en école de commerce numérique.

#### Tchad
En 2018, il se rend au Tchad pour documenter la famine.

#### BioZin2
En 2024, il réalise une expérience pour déterminer l'honnêteté de certains influenceurs : lui et son coauteur ont décidé de créer un produit empoisonné « ultra-dangereux s’il existait vraiment » et de le promouvoir à des influenceurs à travers des placements de produit. Il s'agit d'un complément alimentaire qui contiendrait du soman.
En avril 2024, il publie une vidéo appelé "J’ai fait vendre du poison à des influenceurs" qui fait un bilan de son expérience. Parmi les 70 influenceurs sélectionnés et les dizaines de mails envoyés, pas un seul refus, assure Simon Puech dans sa vidéo,,.
D'après Simon Puech : « On avait constaté que, depuis l'adoption de la loi, de nombreux créateurs n'étaient pas suffisamment vigilants, ce qui traduisait peut-être un manque de prise au sérieux de la loi ». Son objectif était de démontrer le manque d'application de la loi française sur la régulation du secteur des vidéastes, adoptée à l’unanimité en mars 2023 au Parlement,,,.

### Dernière Game
En décembre 2022, il commence une série appelé Dernière Game publiée sur la chaine RTBF iXPé qui appartient à la Radio-télévision belge de la Communauté française.

### MVP: ma vie pro
Il participe au projet MVP : ma vie pro en intervenant sur le thème Métier et Passion.